# Rio Blanco (San Marcos)
Rio Blanco é um rio centro-americano da Guatemala no departamento de San Marcos.